# Saint-Didier-de-Formans
Saint-Didier-de-Formans – miejscowość i gmina we Francji, w regionie Owernia-Rodan-Alpy, w departamencie Ain.

## Demografia
Według danych na styczeń 2012 roku gminę zamieszkiwało 1851 osób, a gęstość zaludnienia wynosiła 283 osoby/km².